# Liu Bocheng

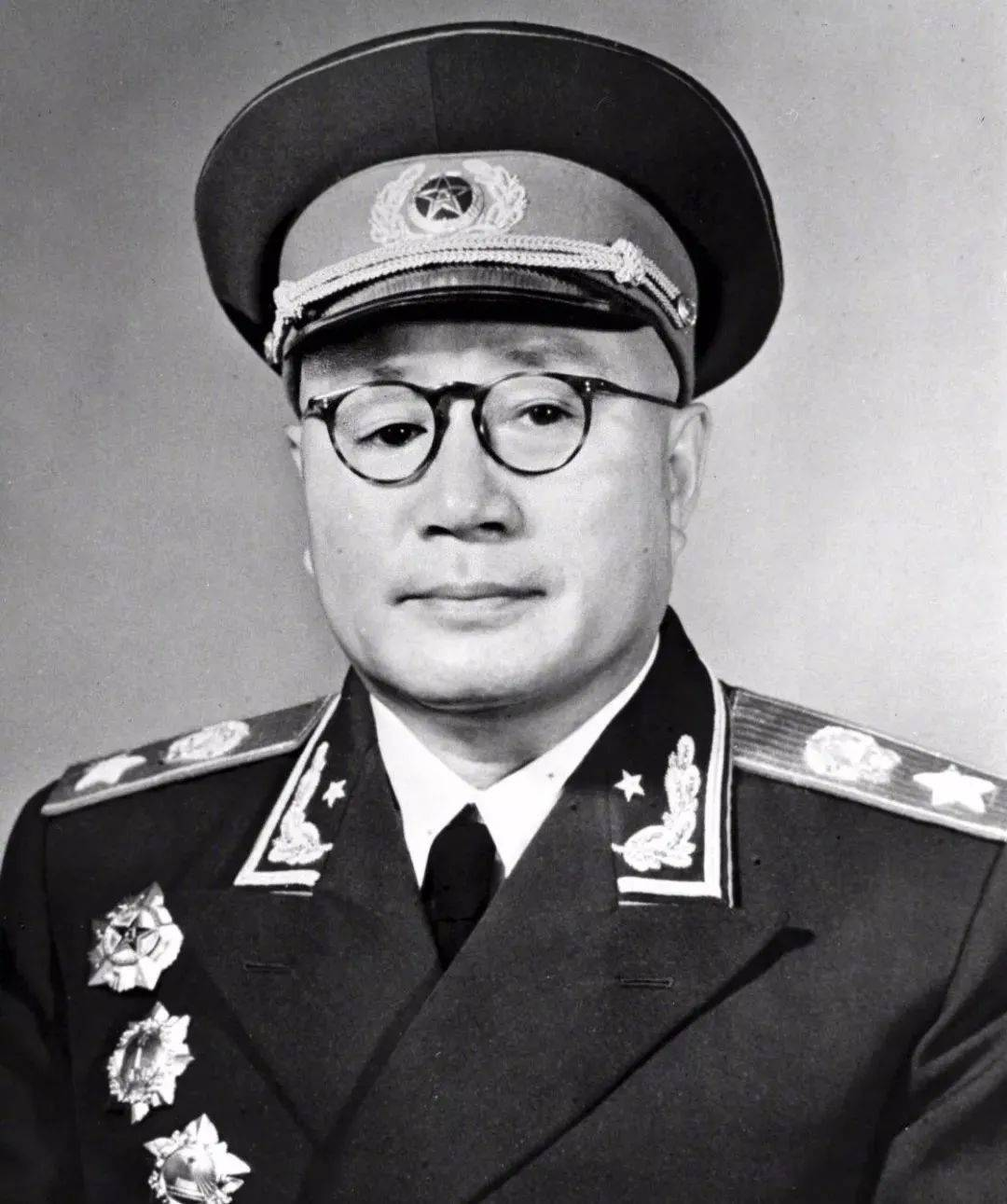
Liu Bocheng

Liu Bocheng (xinès simplificat: 刘伯承; xinès tradicional: 劉伯承; pinyin: Liú Bóchéng), fou un alt comandament militar xinès i mariscal de l'Exèrcit Popular d'Alliberament del qual en va ser un dels fundadors. Va néixer el 4 de desembre de 1892 i va morir el 7 d'octubre de 1986. És considerat un dels grans estrategs de la moderna Xina.

## Biografia
Liu va néixer a Kaixian, província de Sichuan. Després de graduar-se en l'Acadèmia militar, va participar en la revolució que va provocar la caiguda de la dinastia Qing. L'any 1925 es va unir al Partit Comunista de la Xina i va ser un dels líders principals de l'Aixecament de Nanchang. Va anar a la U'RSS per a una més completa formació militar. Durant la Llarga Marxa va encapçalar unitats de vanguàrdia per enfrontar-se a les tropes de Chiang Kai-shek. En aquesta marxa va conèixer la jove comunista Wang Ronghua amb la qual es va casar. Arran l'acord amb els nacionalistes per a la resistència conjunta contra la invasió japonesa comandà la 129a Divisió, iniciant-se una estreta cooperació i llarga amistat amb Deng Xiaoping. En la guerra civil posterior les forces de Liu ocuparen Nanjing i continuà el seu avenç contra les tropes del Kuomintang. El 1955 va ser nomenat mariscal. Va ser membre del Politburó. Va retirar-se de la vida pública per raons de salut i va morir als 94 anys a Beijing.
A Liu se'l va conèixer com el “Dragó d'un ull” degut a la pèrdua d'un ull, circumstància que no ha quedat clar quan va ocórrer.